# 블라슈코알레역
블라슈코알레역(U-Bahnhof Blaschkoallee)은 베를린 노이쾰른구 브리츠에 있는 U7의 역이다. 1930년대 이후 최초로 연장된 U7 구간에 있는 역 중 하나이며, 1963년 9월 28일에 개통했다. 지상 대합실은 베르너 뒤트만(Werner Düttmann)이 설계했다. 이 역의 북쪽으로 블라슈코알레가 지나가며, 남쪽에는 파르크 암 부슈크루크(Park am Buschkrug) 공원이 있다. 건설 당시 역 벽면은 흰색 세라믹 타일을 사용했으며, 역 내 기둥은 붉은 벽돌을 사용했다.
에스컬레이터와 2014년 6월 10일에 설치된 엘리베이터가 있다. 2013년 역 개보수공사가 완공될 예정이었으나 지연 이후 2014년 7월에 완공했다. 엘리베이터 설치에는 90만 유로 예산이 소요되었고, 공사 기간은 18개월이었다.

## 인접 철도역
| 베를린 지하철 7호선                 | 베를린 지하철 7호선 | 베를린 지하철 7호선     |
| ----------------------------------- | ------------------- | ----------------------- |
| 그렌츠알레 라트하우스 슈판다우 방면 | U7                  | 파르히머 알레 루도 방면 |